# Franz Xaver Grüttner

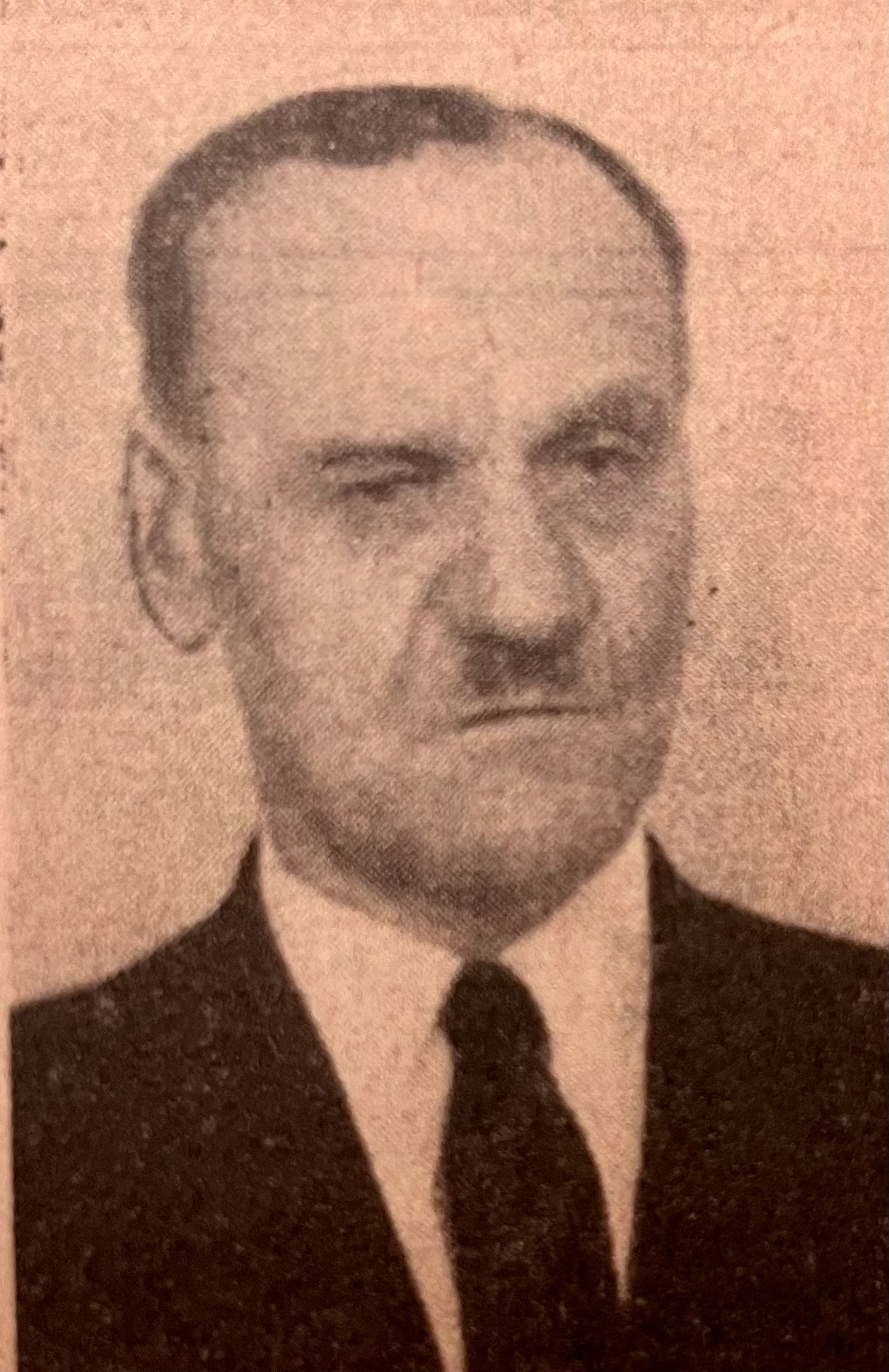
Foto: Welser Zeitung, Nr. 24, 2. September 1948, Sonderbeilage 70 Jahre Welser Volksfest

Franz Xaver Grüttner (* 17. Juni 1885 in Wels; † 10. September 1953 ebenda) war ein  österreichischer Bankbeamter, Sozialdemokrat, Gewerkschafter, Kommunalpolitiker, Widerstandskämpfer und Bürgermeister der Stadt Wels von 1946 bis 1949.

## Leben
Franz Xaver Grüttner war Sohn von Franz und Anna (geb. Schönauer) Grüttner. Er hatte zwei jüngere Schwestern, Maria und Hermine. Die Eltern betrieben am Welser Stadtplatz Nr. 12 einen Gemischtwarenhandel.
Der Vater, Franz Grüttner sen., war ursprünglich aus der Untersteiermark Gemeinde Voitsberg bei Graz nach Wels zugezogen und arbeitete bei der Firma Falkensammer als Buchführer.
Seine Schwester Maria (Mizzi) Grüttner besuchte die Musikschule und bestand dort im Juli 1911 im Rahmen einer öffentlich zugänglichen Veranstaltung ihren Abschluss im Klavierspielen. Am 14. Dezember 1914 absolvierte sie in Wien die Staatsreifeprüfung am Klavier mit „gutem Erfolg“.
Franz Xaver Grüttner besuchte in Wels die Volks- und Bürgerschule. In den Schuljahren 1899/1900 und 1900/1901 absolvierte er dann die zweijährige öffentliche Kommunal-Handelsschule in Wels. Anschließend trat er in den Dienst der Oberbank und war in deren Welser Filiale tätig. Laut eigenen Angaben wurde er nach 20 Dienstjahren wegen Krankheit in den Ruhestand versetzt.

## Familie
Grüttner war zweimal verheiratet. Die Heirat mit der ersten Ehegattin Karoline Stöttinger, geb. Huemer (* 29. September 1890), fand am 18. April 1920 statt. Karoline Grüttner brachte eine uneheliche Tochter in die Ehe mit. Diese Ehe wurde 1928 geschieden. Seine zweite Frau Hildegart, geb. Wielacher (* 4. September 1902, † 4. Mai 1973), heiratete er am 2. Oktober 1930 in Wels auf der Bezirkshauptmannschaft. Beide Eheleute waren laut vorliegender Dokumente ohne Bekenntnis. Am 15. April 1937 folgte eine kirchliche Heirat in der Dompfarre Linz. Der Grund für diese nachträgliche katholische Eheschließung dürfte in der Errichtung des austrofaschistischen Ständestaates (1934), durch das Dollfuss-Regime liegen.

## Politisches Wirken
Er trat 1904 in die Sozialdemokratische Arbeiterpartei (SDAP) ein, 1907 begann er seine gewerkschaftliche Tätigkeit im Reichsverein der Bank- und Sparkassenangestellten, deren Ortsgruppenobmann er bis 1925 sein sollte. Im Jahr 1918 wurde Grüttner abermals, nach deren Umbenennung, Mitglied der Sozialdemokratische Arbeiterpartei Deutschösterreichs (SDAPDOe).
Franz Xaver Grüttner war nach dem Ersten Weltkrieg regional in der Arbeiterbewegung gut verankert und in vielen Organisationen Funktionär. So wurde er am 12. Dezember 1920 bei der konstituierenden Sitzung der Exekutive des Arbeiterrates in Wels zum Kassier-Stellvertreter gewählt. Er war zweiter Schriftführer des Gewerkschaftsausschusses in Wels. Bei der konstituierenden Sitzung der Konsum- und Spargenossenschaft Filiale Wels wurde er Obmann und blieb es bis 1936. Bei der Gründungsversammlung der Freidenker, Ortsgruppe Wels, im Juli 1927 ließ er sich zum Kassier wählen. Grüttner gehörte auch dem Republikanischen Schutzbund, dem Wehrverband der Sozialdemokratischen Partei, an. In Zeitungsberichten wird auch über seine Teilnahme an Schutzbundaktionen berichtet. Bei der Mietervereinigung fungierte er als Obmann der Welser Zweigstelle von 1928 bis 1934. Die Hauptversammlung des Arbeiter-Feuerbestattungsvereins „Die Flamme“ wählte Grüttner zum Obmann-Stellvertreter.
Franz Xaver Grüttner war Mitglied im Bezirksausschuss der SDAP. Er gehörte der Sektion 1. der Welser SDAP an und wurde im Jänner 1932 zum stellvertretenden Sektionsobmann gewählt. Über weitere Funktionen Grüttners in der Sozialdemokratischen Arbeiterpartei und nahestehenden Organisationen ist bis zum Verbot der Partei im Jahr 1934 nichts bekannt.
Franz Xaver Grüttner wurde bei der Wahl vom 6. April 1924 in den Gemeindeausschuss (heute: Gemeinderat) der Stadt Wels gewählt. Im Rahmen seiner Tätigkeit wurde er in die Finanzabteilung, Polizei- und Rechtsabteilung sowie in die Wohnungsabteilung berufen. Als SDAP-Mitglied des Gemeindeausschusses wurde er in den Verwaltungsrat des Elektrizitätswerkes Wels entsandt. In dieser Funktion, führte er mit dem Vorstand des Elektrizitätswerkes eine öffentliche Auseinandersetzung wegen zu hoher Strompreise. Im März 1929 nahm Grüttner an seiner einstweilen letzten Sitzung des Gemeindeausschusses teil.

## Verein der Vogelfreunde
Ein Engagement verband Franz Grüttner mit dem „Verein der Vogelfreunde Wels“. Er übernahm im Oktober 1933 den Vorsitz des in Thalheim seit 1920 existierenden Vereins „Vogelfreunde und Kanarienzüchter“. Dieser Verein wurde per Statutenänderung in den „Verein der Vogelfreunde Wels“ umbenannt. Der Sitz wurde nach Wels verlegt. Im Oktober 1938 erfolgte die Eingliederung in den Reichsverband Deutscher Vogelpfleger und -Züchter e.V. 1946 wurde die Eingliederung rückabgewickelt und der „Verein Vogelfreunde Wels“ wiederhergestellt. Franz Xaver Grüttner blieb über diese Umbrüche hinweg immer der führende Funktionär (Obmann oder Abteilungsleiter). Dieser Verein schuf die Grundlagen für den städtischen Tierpark in Wels.

## Im Widerstand
Die vielfältigen Funktionen in den Organisationen der Arbeiterbewegung, der Zivilgesellschaft und in der Kommunalpolitik dürften zu seiner wichtigen Rolle im regionalen Widerstand gegen die NS-Diktatur geführt haben. Er besaß infolge dieser Funktionen eine große Anzahl tragfähiger Kontakte und konnte aus eigener Erfahrung die Verlässlichkeit der Mitstreiter einschätzen.
Eine Welser Widerstandsgruppe mit und um Grüttner scheint schon vor 1940 existiert zu haben. Gesichert ist aber, dass es 1940 auf Initiative von Richard Bernaschek ein Koordinierungs-Treffen der wichtigsten Personen des Freiheitskampfes gab. Mit dabei war aus Wels neben Grüttner auch Karl Loy, der ebenso wie Bernaschek noch im April 1945, wenige Tage vor Kriegsende, im KZ Mauthausen ermordet wurde.
In kurzer Zeit baute Grüttner mit seinen Mitstreitern eine effiziente Nachrichtenzentrale für das Wirkungsgebiet auf. Sie sollte über vier Jahre aktiv bleiben. Trotz aller Vorsicht und trotz strenger Konspiration wurde Grüttner am 1. Oktober 1944 verhaftet und nach Linz zur Geheimen Staatspolizei (Gestapo) überstellt.
Drei Monate dauerte die Tortur in der Gestapo-Haft. Ihm konnte nichts nachgewiesen werden und der Gestapo gelang es nicht, ihn zum Reden zu bringen. Letztendlich wurde er am 10. Jänner 1945, gesundheitlich schwer angeschlagen, entlassen. Am Nervenleiden, welches er in Folge der physischen und psychischen Folter davontrug, litt er bis zu seinem Lebensende.
Er übersiedelte zu seinen Schwiegereltern nach Neumarkt-Kallham, arbeitete aber nahtlos im Widerstand weiter, bis die US-Armee Oberösterreich und Wels befreite.
Die Widerstandsgruppe um Franz Grüttner war auch in Verbindung mit dem militärischen Widerstand um Oberleutnant Gottfried Teufel und Leutnant Volkmar Vösleitner in den Artillerie-Verbänden der Welser Dragonerkaserne. Durch die Zusammenarbeit dieser Kräfte konnte die Zerstörung von Wels verhindert und die Stadt den anrückenden US-amerikanischen Truppen kampflos übergeben werden.

## Bürgermeister
Nach der Absetzung des nationalsozialistischen Bürgermeisters Josef Schuller wurde Primar Dr. Karl Gusenleitner für vier Tage (5. Mai bis 8. Mai 1945) Bürgermeister von Wels. Die koordinierten Gruppen des militärischen und zivilen Widerstands hatten ihn den US-Amerikanern vorgeschlagen. Diese bestimmten am 8. Mai 1945 Dr. Franz Breitwieser zum Nachfolger. Breitwieser wechselte am 20. August 1945 in die oberösterreichische Landesregierung. Am selben Tag wurde Dr. Matthias Wagner (ÖVP) von der Besatzungsmacht als Bürgermeister eingesetzt. Mit der Installierung einer provisorischen Gemeinderegierung und eines provisorischen Gemeindebeirats am 31. August 1945 wurde Franz Xaver Grüttner Vize-Bürgermeister.
Das Wahlergebnis der Nationalratswahl vom 25. November 1945, bei der die Sozialdemokratie (nun SPÖ) hervorragend abgeschnitten hatte, wurde auch auf die Funktionen in der Welser Gemeindepolitik umgelegt. Diese Vorgangsweise brachte am 16. Februar 1946 für die SPÖ und ihren Kandidaten Franz Xaver Grüttner das Bürgermeisteramt. Seit Anfang 1946 war Grüttner Kommissarischer Leiter des E-Werks Wels. In dieser Funktion machte er im Zusammenspiel mit dem Gemeindeausschuss eine Strompreiserhöhung wieder rückgängig und setzte eine deutlich geringere Preiserhöhung durch.
Grüttner konnte sich als umsichtiger Krisenbewältiger und Konsenspolitiker etablieren. Er rückte auch als Bürgermeister von seiner antifaschistischen Haltung nie ab. Seine Amtszeit war von parteiübergreifendem Aufbauwillen geprägt. Die Linderung der puren Not und die Bekämpfung des Wohnraummangels, der durch die massiven Bombenangriffe verursacht worden war, zählten zu Grüttners vordringlichen Einsatzgebieten. Rasch wurden aber auch neue Projekte, wie z. B. der Kanalbau und der Bau der Volksschule Vogelweide in Angriff genommen. Mit der Wiedereröffnung des Museums, der Reaktivierung der Musikschule 1946 und der Unterbringung der Spanischen Hofreitschule in der Welser Dragonerkaserne kam es auch im kulturellen Bereich zu wichtigen Initiativen.
Schon länger schwelende Konflikte in der SPÖ-Bezirksorganisation Wels eskalierten im Vorfeld der Gemeinderatswahl vom 9. Oktober 1949; die Landesparteileitung musste schlichtend eingreifen. Franz Xaver Grüttner wurde kurzfristig die Wiederkandidatur zum Bürgermeister verweigert. Es ist zu vermuten, dass seine angeschlagene Gesundheit und sein als Folge der Gestapo-Haft akutes Nervenleiden ein wichtiger Grund für das Agieren der SPÖ waren. Ebenso anzunehmen ist, dass Franz Xaver Grüttner als deklarierter Marxist für die Wahlen 1949 zu links war. Zu dieser Wahl waren ehemalige minderbelastete NSDAP-Mitglieder erstmalig wahlberechtigt und alle Parteien buhlten um deren Stimmen.
Der aus einem konservativ geprägten Milieu stammende schlagende Corps-Student Oskar Koss wurde Spitzenkandidat der SPÖ und dann Bürgermeister der Stadt Wels. Grüttner schied am 1. Februar 1950 durch Mandatsverzicht aus dem Gemeindeausschuss aus. Die anhaltenden Auseinandersetzungen in der SPÖ Wels führten dann zu einem Parteiausschlussverfahren gegen Grüttner, dessen Ausgang nicht mehr zu verifizieren ist.
Ein öffentliches Andenken und die Würdigung seiner Leistungen durch eine Auszeichnung oder eine Gedenktafel, eine Straßen- oder Gebäudebenennung oder Ähnliches wurde dem verdienten Widerstandskämpfer und Bürgermeister der Stadt Wels Franz Xaver Grüttner nie zuteil.
Franz Xaver Grüttner starb am 10. September 1953 in Wels. Er war 68 Jahre alt. Die Beisetzung seiner Urne erfolgte auf den Stadtfriedhof Wels. Am 26. Mai 1973 wurde die Urne zum Friedhof Neumarkt-Kallham überführt und im Grab der am 4. Mai 1973 verstorbenen Gattin Hildegart beigesetzt.